# Liu Zongyuan
Liu Zongyuan (en chino:柳宗元, 773 - 819) escritor chino de la dinastía Tang. Fue junto a Han Yu el promotor de la vuelta a una prosa depurada; sus ensayos y poesías están cargados de pesimismo.
Ocho maestros de la prosa china
- Han Yu
- Liu Zongyuan
- Ouyang Xiu 歐陽修
- Su Xun 蘇洵
- Su Shi 蘇軾
- Su Zhe 蘇轍
- Wang Anshi 王安石
- Zeng Gong 曾鞏

## Poetas de la dinastía Tang
- Bai Juyi
- Li Po
- Wang Wei
- Tu Fu
- Liu Zongyuan
- Xue Tao
- Yu Xuanji
- Meng Jiao
- He Zhizhang

- Datos: Q337773
- Multimedia: Liu Zongyuan / Q337773